# Ulaanchus
Ulaanchus (mongolisch Улаанхус, ᠤᠯᠠᠭᠠᠩᠬᠤᠰᠤ
 ᠰᠤᠮᠤ, englisch: Ulaankhus, deutsch: Rote Birke) ist ein Sum (Distrikt) des Aimag (Provinz) Bajan-Ölgii im Westen der Mongolei. Der Sitz der Distriktverwaltung ist Bilüü, etwa 46 km westlich der Stadt Ölgii und 1.682 km von der Hauptstadt Ulaanbaatar entfernt. Die Bevölkerung ist vornehmlich kasachisch. Die Einwohnerzahl beträgt 8.756 (Stand: Ende 2020). 2014 wurden 8.010 Einwohner gezählt.

## Geschichte
Ulaanchus wurde von Kasachen besiedelt, die von der Nordseite des Altai-Gebirges einwanderte. 1922 wurde das Banner Sherushy khoshuun (tuwinisch кожуун) mit dem Zentrum in Akbalshyk, dem heutigen Bilüü, gegründet. 1922 wurde es in die Einheiten Sherushy und Shebaraigyr geteilt und 1925 in Sherushy, Shebaraigyr, Botakara und Zhantekey. Diese Khoshuuns gehörten zur Provins Khovd. 1938 wurde Sherushy khoshuun in „Ulaanchus Sum“ umbenannt. 1940 wurde die Provinz Bajan-Ölgii gegründet und das Sum wurde der Provinz untergeordnet.

## Geographie
Ulaanchus Sum grenzt an die russische Republik Altai im Norden, Tsagaannuur (Цагааннуур) im Nordosten, Bugat (Бугат) im Osten, Sagsai (Сагсай) im Südosten, die Altay-Präfektur von Xinjiang, China, im Südwesten, sowie Tsengel (Цэнгэл) im Westen. Die Landschaft des Sum ist geprägt von den Bergen und Hügeln des Altai. 90 % des Gebiets liegt auf Höhen von über 2500 m. Der höchste Punkt ist der Besbogda Mountain (4374 m).
Im Sum liegt auch der Berg Tsengel Chairchan mit einer Höhe von 3967 m. Der Chowd Gol verläuft durch den Distrikt und bekommt in der Nähe des Ortes Bilüü Zufluss durch Sogoogiyn Gol und den Fluss Bilüü. Der Fluss ist eine der Lebensadern des Bezirks. An ihm liegen weitere Siedlungen, wie Uschim (Uujim, Уужим), Beleu.

### Verwaltung
Das Sum ist eingeteilt in 8 bagtai: Ikh-Oigor, Khökh khötöl, Khuljaa, Sogoog, Bajandsürch, Dajan, Bilüü-1 und Bilüü-2.
Im Hauptort Bilüü gibt es einen Nurbergen Supermarket, eine Khan Bank, ein Sportgelände, ein Hotel, sowie eine Schule und ein Krankenhaus.

## Kultur
Bei einer Expedition 2004 wurden in der Umgebung und in Tsengel mehr als 60 Grabstätten der Pasyryk-Kultur entdeckt. In dem Gebiet gibt es auch zahlreiche Felsmalereien von Jägern.